# Enermax
Enermax Technology Corporation es una compañía líder en diseño y producción de fuentes de alimentación conmutadas, soluciones de refrigeración, chasis y periféricos para PC. Fundada en 1990, Enermax fue pionera en la venta de fuentes para PC al público en general con el lanzamiento de su serie FMA. Actualmente dispone de las gamas: Liberty Eco II, Naxn, Revolution 85+, Revolution 87+, MaxRevo y Platimax.
Enermax tiene su sede en Taoyuan, Taiwán, con filiales en los Estados Unidos, Francia, Italia, Alemania, Reino Unido y Japón.

## Productos